# Taubendorfer See
Als Taubendorfer See (niedersorbisch Dubojski jazor) wurde ein geplanter künstlicher See in der Gemeinde Schenkendöbern im Landkreis Spree-Neiße in Brandenburg bezeichnet.

## Namensgebung
Der Name „Taubendorfer See“ leitet sich vom Ortsnamen Taubendorf (niedersorbisch: Dubojce) ab. 

## Planung
Der geplante Taubendorfer See sollte südlich der Stadt Guben durch eine Aufflutung des Abstroms der Kippe Jänschwalde im gleichnamigen Braunkohletagebau entstehen. Nahe der Grenze zu Polen gelegen, wäre er der nördlichste und zugleich größte See des Lausitzer Seenlandes gewesen.
Wären die Pläne für den Tagebau Jänschwalde-Nord sowie Pläne für neue Tagebaue auf der polnischen Seite umgesetzt worden, wäre Taubendorf zu einer Halbinsel geworden, umgeben von drei Tagebaurestseen. Unter dem Ort Taubendorf selbst befinden sich keine Kohlevorkommen, daher war das Dorf nicht zur Devastierung vorgesehen.
Nach dem Verkauf des Braunkohletagebaus von Vattenfall Europe an die LEAG und den anschließenden Planungsstopp für die geplante Erweiterung Jänschwalde-Nord wurden auch die Pläne für den bereits zuvor als überdimensioniert kritisierten See überarbeitet. Demnach sollen nun anstelle eines großen Sees, der die Wasserscheide zwischen Spree und Lausitzer Neiße deutlich verschoben hätte, drei kleinere Seen im rekultivierten Gebiet entstehen, jeweils in der Nähe der Ortschaften Heinersbrück, Taubendorf und Jänschwalde-Ost.